# The Omen
The Omen er en amerikansk horrorfilm fra 1976 instrueret af Richard Donner. I hovedrollerne ses Gregory Peck, Lee Remick, David Warner, Harvey Stephens, Billie Whitelaw, Patrick Troughton, Martin Benson og Leo McKern. Det er den første film i The Omen-serien og den blev skrevet af David Seltzer, der også skrev romanen ved samme navn.
En genindspilning af, The Omen, blev udgivet den 6. juni 2006. Denne dato blev valgt som en henvisning til Dyrets tal 666

## Medvirkende
- Gregory Peck som Robert Thorn
- Lee Remick som Katherine Thorn
- David Warner som Keith Jennings
- Billie Whitelaw som Mrs Baylock
- Harvey Stephens som Damien Thorn
- Patrick Troughton som Father Brennan
- Martin Benson som Father Spiletto
- Leo McKern som Carl Bugenhagen
- Robert Rietty som Munk
- Tommy Duggan som Præst
- John Stride som psykiater
- Anthony Nicholls som Dr Becker
- Holly Palance som barnepige
- Roy Boyd som Reporter
- Freda Dowie som Nonne
- Sheila Raynor som Mrs Horton
- Robert MacLeod som Horton
- Bruce Boa som Thorn's Aide

## Romaner
- David Seltzer, The Omen. (Futura, 1976).
- Joseph Howard, Damien: Omen II. (Futura, 1978).
- Gordon McGill, Omen III: The Final Conflict. (Futura, 1980).
- Gordon McGill, Omen IV: Armageddon 2000. (Futura, 1983).
- Gordon McGill, Omen V: The Abomination. (Futura, 1985).